# Elisedd
Elisedd (latino: Elisetus, inglese: Ellis; 810 circa) nacque da Tewdr dal Brycheiniog.

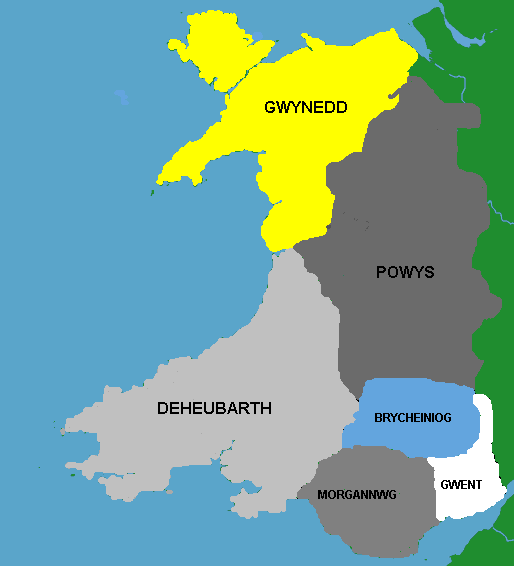
Regni medioevali del Galles

Viene ricordato come uno dei sovrani del Galles meridionale braccati da re Anarawd del Gwynedd e dai figli di Rhodri Mawr ("il Grande"), ragion per cui fu costretto a sottomettersi al sovrano inglese Alfredo il Grande per salvarsi.